# 雅马西 (南卡罗来纳州)
雅马西（英文：Yemassee），是美国南卡罗来纳州下属的一座城市。城市类型是“Town”。其面积大约为4.51平方英里（11.68平方公里）。根据2010年美国人口普查，该市有人口1,027人，人口密度约为每平方 英里227.72人（约合每平方公里87.92人）。